# Циклоп (Marvel Comics)
Циклоп (англ. Cyclops), настоящее имя Скотт «Слим» Саммерс (англ. Scott "Slim" Summers) — персонаж во вселенной издательства Marvel Comics. Он супергерой, который служит руководителем Людей Икс. Созданный писателем Стэном Ли и художником Джеком Кирби, он впервые появился в X-Men #1 (сентябре 1963) и сначала был назван Слимом Саммерсом. К #3 Скотт стало его именем, а Слим — прозвищем. Циклоп — мутант и обладает способностью выпускать из глаз лазерные лучи, что заставляет его носить специальные очки в любое время и специальный прибор видения в бою. Возможно, его силы привели к сдержанности и дотошности характера. Однако те же самые свойства делают его идеальным руководителем для Людей Икс и даже такие товарищи по команде, как Росомаха, считающий его «переросшим скаутом», восхищаются его навыками руководства. Он — сын Корсара, брат Хавока и Вулкана, муж Джин Грей, отец Кейбла, Чудо-Девушки и Человека Икс.
Скотт был первым учеником, завербованным Чарльзом Ксавьером и один из оригинальных пяти Людей Икс. Циклоп много присутствовал в комиксах, родственных Людям-X, с их начала. Он присутствует почти во всех мультсериалах и видеоиграх о Людях-X. Джеймс Марсден исполнил роль Циклопа в кинотрилогии «Люди-Икс».

## История публикаций

Первое появление Циклопа на обложке The X-Men № 1 (сентябрь 1963 года)

Циклоп был оплотом Людей Икс со своего дебюта в X-Men том 1 #1. Саммерс также был постоянным персонажем в первом томе X-Factor (Икс-Фактор), и сейчас его можно увидеть в третьем томе «Astonishing X-Men» (Удивительные Люди Икс). За прошедшие годы Циклоп появился в нескольких мини-сериях, включая «Adventures of Cyclops & Phoenix» (Приключения Циклопа и Феникс), «Further Adventures of Cyclops & Phoenix» (Дальнейшие приключения Циклопа и Феникс), второй том Astonishing X-Men, «X-Men: The Search for Cyclops» (Люди Икс: Поиск Циклопа) и его собственной серии «Cyclops» (Циклоп).

## Биография

### Юность
Когда Скотт был ещё ребёнком и рос в Анкоридже на Аляске, его отец, майор ВВС США Кристофер Саммерс взял семью в полёт на их «де Хавилланд Москит». Он был атакован звездолётом инопланетян Ши'ар. Когда загоревшийся самолёт стал падать, родители Скотта привязали его и его младшего брата Алекса к парашюту и выбросили их из самолёта в надежде, что дети выживут. К несчастью, парашют загорелся и Скотт ударился головой при приземлении. Это вызвало повреждение мозга, ставшее, предположительно, причиной неспособности Скотта контролировать свои оптические лучи, а также обширной потери памяти о его детстве. Его память частично вернулась при неожиданном нападении на него Д'спэр, когда Скотт был в «отпуске» после смерти Джин Грей.
Скотт провёл большую часть детства в сиротском приюте в Омахе, Небраска, где владелец приюта Мистер Милбери (под этим псевдонимом скрывался генетик Мистер Злыдень) подвергал его многочисленным тестам и экспериментам, а также поставил Скотту мыслительные блоки.

### Люди Икс
Когда Скотту было пятнадцать, он убежал из приюта и столкнулся с Джеком-Алмазом. Он сразился со злодеем, а затем был найден Чарльзом Ксавье и стал одним из учеников профессора и первым официальным X-человеком. На первой полевой миссии Людей Икс он сражался с Магнето. Позже он вместе с ними сражался с Пузырём. Также его начала романтически привлекать Джин Грей. С Людьми-X он затем в первый раз схватился с Братством Злых Мутантов Вскоре он стал полевым руководителем команды.
У Циклопа был роман с Джин Грей, когда они состояли в «оригинальных» Людях Икс. Долгое время он отказывался признаться в своих чувствах к ней даже самому себе, боясь, что ему вновь причинят боль или что его оптические лучи ранят её — или ещё кого-нибудь, кто ему дорог — а также чувствуя, что у него нет шансов против его богатого товарища по команде Уоррена Уортингтона III, он же Ангел, также поначалу проявлявшего к Джин романтический интерес. Чего Скотт не знал, так это что Джин на самом деле была влюблена в него без памяти, но была слишком застенчива, чтобы сделать первый шаг. Наконец, на 16-летие Бобби Дрейка они признались друг другу в своих чувствах и начали встречаться.
Когда Люди-Икс были побеждены Краки, Циклоп единственный смог сбежать и вернуться к Ксавьеру. Он помог подготовить новую группу Людей Икс, включавшую в себя Грозу, Колосса, Ночного змея и Росомаху, спасти других. Когда другие первоначальные Люди Икс (Ангел, Зверь, Человек-лёд, Джин Грей и прибавившиеся позднее Хавок (его собственный брат) и Полярис) решили уйти в свете прибытия новых Людей Икс, Циклоп остался.
Как взрослый член Людей Икс, Циклоп встретился со своим отцом, теперь известным как Корсар, лидер Звёздных Рейдеров, группы инопланетян, боровшихся с тем, что они видели как тиранию империи Ши’ар Прошло ещё несколько лет, прежде чем они узнали настоящие имена друг друга. Позже он связался со своими бабушкой и дедушкой, которые, как оказалось, были ещё живы и владели корабельной компанией в Канаде.
Циклоп усомнился в их с Джин отношениях, после того как она умерла, пытаясь пилотировать космический шаттл через вспышки на Солнце, и затем возродилась как Феникс, поскольку чувствовал, что возрождённая Джин была не той, которую он любил. Но когда он длительное время считал её погибшей после боя в Дикой Земле, Скотт не смог оплакивать её и поверил, что это означало — больше он её на самом деле не любит. Он недолго встречался с Коллин Винг. Однако когда Скотт и Джин воссоединились на острове Мьюр для сражения с Протеем, он понял, что по-прежнему её любит. За несколько дней до смерти Джин Скотт мысленно сделал ей предложение, и она согласилась. После её смерти он ушёл из Людей Икс, не уверенный больше в том, что делать. Он поступил как команда на рыболовную лодку, руководимую Ли Форрестер. После приключения, в котором отец Ли был одержим Д’спэром, а Циклоп и Человек-Существо были вынуждены с Д’спэром сразиться, они потерпели кораблекрушение в Бермудском Треугольнике.
Вскоре Скотт вернулся к Людям-X. Затем он обнаружил, что Корсар на самом деле его отец. В конце концов, Скотт женился на Мадлен Прайер, женщине, имевшей сильное сходство с Джин. Позже он сразился с Грозой за лидерство над Людьми Икс и после поражения ушёл из команды. Мадлен родила ему сына Натана.

### Икс-Фактор и Ад
Вскоре после рождения Натана выяснилось, что Джин не мертва. Феникс оказалась космической сущностью, которая заняла место Джин, поместив её в исцеляющую капсулу на дне залива Ямайка, откуда она была, в конце концов, вызволена Мстителями и Фантастической Четвёркой. Циклоп оставил жену и сына и вернулся к Джин, хотя Уоррен имел виды на теперь одинокую женщину. Джин объединилась с Циклопом и другими оригинальными Людьми Икс как Икс-Фактор. Они прикидывались охотниками на мутантов, но на самом деле пытались помочь своим генетическим собратьям. Тем временем Прайер стала вспомогательным членом Людей Икс, казалось, пожертвовав своей жизнью во время Падения Мутантов вместе с товарищами по команде, хотя она осталась в отчаянии из-за потери Скотта.
Больше не женатый, Циклоп двинулся дальше. Во время одного приключения его товарищ по команде Уоррен (Ангел) потерял крылья. Злодей, с которым недавно столкнулась команда, бессмертный мутант Апокалипсис превратил озлобленного Ангела в Смерть, командира своих Всадников. Человек-лёд смог вернуть Уоррена обратно, после чего он стал Архангелом.
Демоны С'им и Н'астирх развратили чувство жалости к себе Мадлен, превратив её в Королеву Гоблинов. Мадлен стремилась отомстить Циклопу за то, что он её бросил. Когда выяснилось, что она — клон, созданный генетиком Мистером Злыднем по сути для выведения потомства, Мадлен больше не могла этого вынести и покончила с собой. Скотт убил Злыдня оптическим выстрелом и продолжил роман с Джин, вернув своего сына. Вскоре Циклоп узнал, что Злыдень управлял сиротским приютом, в котором Скотт рос, и сразился с ним из-за этого.
Вскоре после Дела об Иксчезновении Циклоп вновь столкнулся с Апокалипсисом, который заразил Натана техно-органическим вирусом. Хотя Скотт спас сына с помощью товарищей по команде и через объединённую силу Натана, Джин и самого себя победил Апокалипсиса, он не смог спасти сына от смертельной инфекции. Обезумев от горя, Скотт и Джин отправили Натана в будущее, где его могли вылечить, хотя это второй раз стоило им их отношений.
Затем псионический враг Ксавье Король Теней вернулся сразиться с Людьми Икс и Икс-Фактором. После его поражения Циклоп и Икс-Фактор воссоединились с командой Людей Икс и Скотт стал лидером недавно созданной «Синей Команды».

### Возвращение к Людям Икс
После возвращения Циклопа как полевого руководителя большую часть Синей Команды похитили Красный Омега и ниндзя Руки. После спасения захваченных товарищей Злыдень послал Калибана, бывшего члена Икс-Фактора, похитить Циклопа и Джин для Страйфа, безумного соперника Кейбла — потерянного во времени мутанта, как и он сам. Страйф сказал им, что он Натан, посланный в будущее и брошенный. В бою Кейбл и Страйф, казалось, погибли. После этого команда вновь сражалась с Красным Омегой, и соратница и телепатка Псайлок пыталась соблазнить Циклопа за спиной у Джин. В конечном счёте Джин победила Псайлок в телепатическом бою и заявила, что Циклоп только её парень. Кейбл вернулся и открыл Циклопу, что он — настоящий Натан Кристофер Саммерс.

#### Брак
Скотт Саммерс и Джин Грей наконец поженились. Во время медового месяца они были перемещены в будущее, где растили Кейбла первые 12 лет его жизни во время мини-серии Приключения Циклопа и Феникс. После того как они помогли Кейблу победить будущий вариант Апокалипсиса, их вернули в прошлое. По просьбе Рэйчел Саммерс Джин приняла личность Феникс. Мистер Злыдень, вовлечённый в козни Апокалипсиса и Страйфа и всё ещё живой, сказал Циклопу, что есть ещё один брат Саммерс, оставив его удивляться.
Пока Циклоп разбирался с тем, что его сын теперь такого возраста, что годится ему в отцы, Люди Икс были вынуждены сразиться с их наставником, когда профессор Ксавье был превращён в злого Натиска в результате промывания мозгов Магниту. Хотя Люди Икс победили злую сущность и освободили Ксавье, большинство земных героев на время пропали. Ксавье, оставшийся без сил после поражения Натиска, был арестован за своё участие, оставив Скотта и Джин как руководителей и содиректоров школы. Однако пара ушла в отставку после боя против Операции: Нулевая Терпимость, в котором Циклоп был тяжело ранен, когда ему в грудь поместили бомбу.

#### Слияние со Злом
Скотт и Джин вернулись к Людям Икс некоторое время спустя по просьбе Грозы, когда та стала беспокоиться об умственном состоянии Профессора Икс (вернувшегося незадолго до этого). Их возвращение привело затем к событиям Двенадцати, когда Апокалипсис нашёл двенадцать мутантов, способных привести в действие машину, позволившую бы ему вселиться в тело Нэйта Грея, Человека Икс. Чтобы спасти Нэйта, Циклоп добровольно слился с Апокалипсисом сам. Он считался потерянным, пока Джин и Кейбл не выследили его до Египта. Они отделили его от Апокалипсиса, убив в процессе этого дух самого Апокалипсиса.

### Новые Люди Икс
По возвращении Циклопа к Людям Икс, после одержимости, в его личности произошли коренные изменения, как результат слияния с Апокалипсисом. Эти изменения вызвали трещину между ним и Джин, и он заявил, что Апокалипсис заставил его задуматься не только об их отношениях, но и о его жизни в целом. Он послужил орудием в предотвращении самоубийства мутанта Ксорна и в вербовке могущественного мутанта в ряды Людей Икс. На удивление, они близко подружились — почти беспрецедентный случай в личной истории Циклопа; похожим образом повторяющиеся миссии с Росомахой вылились в рост предварительной дружбы между двумя опытными Людьми Икс.
Когда Джин начала демонстрировать признаки Силы Феникса вновь, дистанция между ними возросла, и у Скотта началось то, что другие прозвали «период безбрачия». Джин несколько раз пыталась поговорить с Циклопом, но он продолжал отталкивать её, заявив, что Апокалипсис слишком сильно изменил его изнутри. Когда Ксавье оставил Землю, будучи под контролем Кассандры Новы, Джин была оставлена как директор школы. Её новые обязанности, вкупе с растущими силами, вынудили Джин отдать внимание другим вещам, оставив Скотта чувствующим, что его игнорируют. Вместо того, чтобы попытаться воссоединиться со своей отдалившейся женой, Скотт обратился к Эмме Фрост, бывшей злодейке, которая исправилась, была директором Поколения Икс и в итоге присоединилась к Людям Икс. Их отношения начались якобы как серия сеансов психотерапии, но Эмма воспользовалась этой ситуацией, чтобы стать ближе к Скотту. Под прикрытием обсуждения его она подталкивала к телепатическому роману.
Когда Феникс обнаружила роман, Циклоп заявил, что он и Эмма разделяли только мысли, а значит, не сделали ничего плохого. Тем временем, подлые насмешки Эммы спровоцировали раненую и рассерженную Джин психически сразиться с ней. Она заставила Эмму признаться в своих истинных чувствах к Скотту, а также прийти к соглашению со своими многими неудачами, грехами и личными демонами. В ярости на себя и Джин, Циклоп пробился к ней и потребовал, чтобы она прочитала его разум; Джин наконец согласилась, только обнаружила, что Скотт и Эмма никогда на самом деле не вступали в какой-либо физический контакт, хотя Эмма это предложила. Всё же, несмотря на то, что роман не был физическим, для телепата вроде Джин (годами разделявшей интимную психическую связь со Скоттом) происшествие было столь же плохим, если не хуже.
Неспособный полностью объяснить всем свои действия Скотт сбежал из Института Ксавье сразу после того, как Эмма была разбита в своей алмазной форме и предположительно убита. Вскоре он обнаружил себя в Клубе Адского огня, который был превращён в запущенный стрип-клуб, и попытался напиться, в целом пытаясь сбежать от ответственности, ожиданий и требований, как он чувствовал, несправедливо возложенных на него Людьми Икс. Он затем сопровождал Росомаху и Фантомекса в созданное правительством карманное время под названием Мир и потом на Астероид М. В течение времени с Росомахой Скотт открыл, что его отношения с Джин не продвинулись романтически с их первоначального подросткового романа. Он также признался, что чувствует, что Джин так беспокоится о Школе и своих новых силах, что он и она больше не общаются как раньше, и что он чувствует себя оставленным позади, поскольку Джин вновь стала связана с Силой Феникса. Когда Скотт наконец вернулся к Людям-X, их новый соратник Ксорн (который вроде оказался Магнитом, но, как позже выяснилось, был самозванцем) напал на Людей Икс. Обладая наконец достигнутой полной мощью Феникса, Джин сразилась с Ксорном-Магнитом в процессе этого была убита. Когда она умирала, Скотт осознал, как несправедлив он был, ранив её, и умолял её о прощении. Джин, однако, отстранила его извинения, сказав, что она понимает, и затем побудила Скотта жить дальше.

### Директор
Скотт, однако, чувствовал себя опустошённым смертью своей жены и думал вновь оставить Людей-X. В истории «Здесь наступает Завтра» оказалось, что, поступи он так, это привело бы к апокалиптичному альтернативному будущему. Чтобы это предотвратить, воскрешённая будущая версия Джин использовала свои силы Белого Феникса Венца и телепатически подтолкнула Циклопа к настоящим отношениям с Эммой, достигнув его из этого альтернативного будущего. Вместе пара отстроила Институт Ксавье как содиректора.
Новые отношения между Эммой и Скоттом привели к проблемам между ним и остальными Людьми Икс, все из которых верили, что пара оказывает плохую услугу памяти Джин. Рэйчел Саммерс, в частности, чувствовала боль и гнев на недостаток угрызений совести своего отца из-за психической интрижки, ранившей Джин перед смертью, и взяла фамилию Грей вместо Саммерс. Даже такой давний друг, как Зверь, заявил: «Ты мне не особенно нравишься сейчас», когда обнаружил Скотта и Эмму целующимися на могиле Джин. Также Росомаха спровоцировал Скотта на драку, когда впервые обнаружил их вместе вскоре после смерти Джин. Он сказал Циклопу, что Джин оставила бы Скотта ради него, если бы не была «слишком сильной, чтобы поддаться тому, чего она действительно хотела». Эмма была раздражена этой дракой и отозвалась о Джин как о трупе, с которым она всё равно не могла равняться. Скотт и Рэйчел в итоге несколько примирились после трагического истребления «Конец Греев», убившего родных бывшей жены Скотта. Он был особенно подавлен смертью Элайн Грей после того как нашёл её тело.
Решив, что Людям-X нужно больше играть роль в спасении и помощи при чрезвычайных ситуациях и тем самым привлечь внимание к мутантам в более позитивном свете, где способности мутантов используются на благо народа, Циклоп подобрал команду, чтобы больше выходить в мир. Эта команда недавно столкнулась с инопланетянином по имени Орд из Разрушенного мира. Команда подавила Орда, но перед этим узнала, что один из них самих будет виновен в разрушении родного мира Орда в наступающем году. Не намного позже Опасная Комната Людей Икс обрела собственное сознание и после предполагаемого уничтожения жизненной формы, Опасности, Люди Икс покинули Ксавье, когда выяснилось, что он знал о её сознании уже какое-то время.
Циклоп также обучал в институте отряд под названием Корсары — в честь его отца. Команда состояла из Дриады, Иглы, Привидения и трёх оставшихся Степфордских Кукушек.

### Смертельное происхождение
После событий Дня М почти все мутанты остались без сил, а Ксавьер пропал без вести. Затем таинственный злодей атаковал и легко победил нескольких членов команды, включая Циклопа и его дочь из альтернативной реальности Рэйчел. Они оба были схвачены и забраны в нераскрытое место, которое Циклоп неясно вспомнил как посещаемое им в прошлом. В конечном счёте сумев освободиться, Циклоп и Рэйчел попытались сбежать, только чтобы столкнуться с их пленителем (как оказалось, по имени Вулкан), который сообщил Циклопу, что он младший брат X-человека. Лишённый сил профессор Ксавье подтвердил эти слова в последней книге мини-серии. Это новое знание оставило Циклопа обиженным на своего наставника и зашло так далеко, что он потребовал, чтобы Ксавье оставил школу, поскольку она больше не «его».

### Гражданская война
Циклоп вместе с другими выжившими оригинальными Людьми Икс объявил нейтралитет в отношении Гражданской войны, рассудив, что Люди-X слишком сочувствовали стороне Капитана Америки — которых, подобно Людям Икс, преследовали за желание делать правое дело — но полагая, что раса мутантов перенесла в последнее время слишком большую потерю, чтобы принимать чью-либо сторону, ввиду нынешней потери сил столькими мутантами. Когда Бишоп оставил команду, чтобы присоединиться к сторонникам регистрации и установил местонахождение сбежавших 198, Циклоп, в конечном счёте, помог X-человеку будущего их вытащить.

### Удивительные Люди Икс
В Astonishing X-Men № 14, во время импровизированного телепатического «сеанса терапии» Эмма Фрост преподнесла Циклопу возможность, что его недостаток контроля над своими оптическими выстрелами в действительности происходит не из-за физического повреждения мозга, а от вида умственного блока, который юный Скотт поставил сам себе после объединённых травм от потери родителей, разлучения с братом и шокирующего проявления своих сил; это рассматривалось как регулирующий механизм, дав Скотту что-то на чём сосредоточиться, чтобы попытаться поддерживать что-то вроде контроля, когда события полностью вне его власти и полностью разбили жизнь, которую он вёл до этого.
На удивление, Скотт, похоже, признал, что эта теория — правда в своей основе, далее признав, что он даже заблокировал свои воспоминания о принятии этого решения, чтобы сохранить заблуждение своего разума и не дать другим обнаружить его «секрет». Выпуск заканчивается, когда Скотт предположительно в коматозном состоянии с открытыми глазами своего природного карего оттенка, без признаков проявления его сил.
Предположительно, Эмма была права: полностью выздоровевший Циклоп вышел в выпуске № 17 из комы и застрелил Совершенство в спину из пистолета. В конце арка Циклоп сообщил, что находясь в коме он всё ещё был полностью в сознании и видел бой между Колоссом и Шоу — открыв, что Колосс на самом деле не сражался ни с кем, кроме собственного расстроенного разума Эммы. Он также попытался помочь Эмме преодолеть её вину выжившей, как он считал, ставшей основой для нынешних проявлений Клуба Адского огня.
Скотт вместе с Эммой, Колоссом, Росомахой, Зверем, Призрачной кошкой, Хисако, Ордом и Опасностью был забран в глубокий космос МЕЧом и Агентом Бренд. Псионики на корабле МЕЧа не засекли Кассандру Нову в раздробленной психике Эммы, фактически доказав верность Эммы Людям Икс её отказом пустить Нову в Хисако. Хотя и эмоционально травмированная, Эмма восстановилась достаточно быстро, чтобы присутствовать при отправлении команды в Разрушенный мир. Разделённые Эмма, Скотт, Зверь и Агент Бренд обнаружили храм Аттур-Хей («Дворец Трупа»). С присоединившимися соратниками Росомахой и Хисако (ныне именуемой «Броня») Эмма уступила плану разделения Агента Бренд. Она и Скотт оставили Аттур-Хей на единственном вооружённом самолёте МЕЧа встретиться с остальными оперативниками МЕЧа в Разрушенном мире.
В полёте к ним приблизились несколько истребителей Разрушенного мира, намереваясь сбить самолёт Эммы и Скотта. Пара успешно отбила натиск Разрушенного мира, при этом обменявшись крепкими словами. Среди заявлений Эммы, что Скотт «вёл себя, как будто знал, через что она прошла», он наконец открыто признался Эмме в любви. Шокированная Эмма едва могла говорить, кроме как произнести извинение. Прежде чем её причины извиняться успели обсудить, Скотт заметил пятно на радаре. Опасность появилась, полностью уничтожив крейсер МЕЧа. В последний момент перейдя в алмазную форму, Эмма не пострадала, однако Скотт был ранен. Держа его на руках, Эмма пролила слезу над человеком, искренне её любящим. Скотт был ранен, но жив, так как оказалось, что материнская программа Опасности не позволяла ей убить кого-либо из Людей-X. Люди Икс воссоединились на космическом судне, после того как Эмма заключила ещё неизвестную сделку с Опасностью, чтобы помочь им, и Циклоп покинул борт на безоружном шаттле, чтобы отвести огонь от других. Он был, казалось, оставлен умирать в космосе после взрыва судна. Когда он выпал в космос, Эмма почувствовала, что его разум ушёл. Его глаза медленно покраснели, либо от потери кислорода, либо от возвращения его оптических лучей. Его последними мыслями перед потерей сознания были первая встреча с Джин Грей и слова ему Чарльза Ксавье: «Какое будущее лежит перед тобой…».
Скотт был возвращён к жизни технологией Разрушенного мира и допрошен Крууном о местонахождении Левиафана, которого он упомянул перед смертью как «туза в рукаве» — секретное оружие Людей-X. Тем временем Росомаха и Броня были захвачены, когда Эмма и оставшиеся Люди-X пытались освободить Скотта. Затем в ретроспективе обнаружилось, что Левиафан был фальшивкой, а Росомахе и Броне приказали быть схваченными, чтобы у Людей Икс были свои во дворце Крууна. Круун захватил Циклопа и вернул его к жизни только чтобы допросить о фальшивом Левиафане. Скотт затем использовал вновь вернувшиеся силы, чтобы отправить Крууна в нокаут и освободить Росомаху и Броню.

### Мировая война Халка
Циклоп был отмечен на IGN.com как цель в «Списке мишеней» Халка. Он появился, чтобы сразиться с Халком в World War Hulk: X-Men #1 и в выпуске № 2 использовал полный лучевой выстрел, чтобы остановить Халка, отказавшись позволить Халку забрать профессора Ксавье, независимо от собственных чувств к своему наставнику касаемо правды о Кракоа. Сила выстрела была настолько мощной, что у Халка оторвалась часть кожи. Но Халк смог дойти до Циклопа и сжать ему всё лицо, ослабив силу выстрела. После того как Халк ушёл, когда Ртуть сказал ему, что раса мутантов на грани исчезновения, Циклоп начал прощать Профессора Икс, пока они заботились о раненых.

### Люди Икс: Комплекс мессии
Циклоп вёл команду на Аляску найти нового засечённого Цереброй мутанта. По прибытии команда обнаружила почти всех детей города убитыми, мёртвые тела Мародёров и Очистителей, а младенца пропавшим. Он отправил команду из Росомахи, Ночного змея, Ангела и Колосса найти бывших Помощников для получения информации о Мародёрах. Скотт спорил с Ксавье, обидившимся, что он не сказал ему об этой команде. Циклоп сказал Ксавье, что это больше не его Люди-X и он может делать что хочет. Скотт также вызвал Икс-Фактор помочь с ситуацией и попросил Риктора внедриться в Очистителей, а Мэдрокса и Лайлу Миллер увидеться с Кузнецом. Обнаружив, что Кейбл похитил новорождённого мутанта, Циклоп распорядился воссоздать Силу Икс с Росомахой во главе. Их первая миссия — выследить Кейбла и вернуть ребёнка. Позднее Циклоп прервал все связи с Профессором Икс и попросил его оставить особняк, поскольку он по-прежнему сомневается в здравомыслии Ксавье. Позже Циклоп вместе со своей командой и Икс-Фактором прибыл выручить Росомаху от Грабителей и захватить младенца у Кейбла. Кейбл избежал Людей Икс.
Обнаружив позднее убежище Мародёров на острове Мьюр, Циклоп отрядил Силу Икс и Бишопа отправиться туда и вернуть ребёнка. В финальной битве Циклоп послал Новых Людей-X против Мародёров, веря что силы Злыдня не будут готовы к незнакомым противникам. Ученики показали себя эффективно. Циклоп затем столкнулся с Кейблом и потребовал ребёнка. Кейбл, наставив на отца пистолет, попросил Циклопа позволить ему сбежать в будущее с ребёнком, однако отдал младенца Циклопу, после того как Ксавье указал на то, что будущее всех мутантов на карте и Циклоп как лидер Людей Икс, говорит за всех мутантов. Циклоп, держа ребёнка, осознал, что дитя имеет право творить свою собственную судьбу, и вернул её Кейблу. Кейбл телепортировался в будущее, как раз когда Бишоп выстрелил в ребёнка. Пуля миновала девочку и попала Ксавье в голову. Циклоп ударил Бишоп оптическими лучами и объявил о роспуске Людей Икс.

### Порознь мы держимся
После событий Комплекса мессии Циклоп отправился с Эммой Фрост в путешествие на Дикую Землю. Там с ними вышел на связь Уоррен, попросивший их помочь в Сан-Франциско.

### Утопия
После переезда мутантов на Утопию (Астероид М) остаётся главой Людей Икс и всех мутантов.

### Раскол
В ходе мобилизации программы Стражей Циклоп и Росомаха расходятся во мнениях. Они сражаются друг с другом, пока их не прерывает Страж. Скотт и Логан вынуждены объединиться.

### Мстители против Людей-Икс
На Земле вновь появляется сила Феникса. Циклоп полагает, что она возродит популяцию мутантов, которые больше не рождались после событий Дня М, но Мстители считают, что сила Феникса может уничтожить планету. После сражения на Луне Циклоп вместе с Эммой Фрост, Колоссом, Магикой и Нэмором становится носителем силы Феникса.
Убив профессора Ксавьера и забрав силу Эммы Фрост, Циклоп становится единственным носителем силы Феникса. После длительной битвы с Мстителями и Людьми Икс силу ослабевшего Скотта поглощает Хоуп Саммерс. С помощью Алой Ведьмы она рассеивает её по всей Земле, что порождает возникновение тысяч новых мутантов.

### Тайные войны
Во время глобального события Secret Wars Циклоп вновь переродился в Феникса и оказался одним из немногих кто сумел пережить гибель мультивселенной, но погиб в новом мире вступив в схватку с Думом. После «Восстановления» мультивселенной Ридом Ричардсом, Циклоп как и все остальные умершие персонажи во время данного события был возрождён.

## Романтические отношения
Хотя его типично изображают как практичного и строгого одиночку, у Циклопа было несколько серьёзных романов. Большинство их, если не все, закончилось плохо. Одна отличительная особенность — факт, что его, похоже, влечёт к женщинам с телепатическими способностями. Скотт был женат и на Джин Грей, и на её клоне Мадлен Прайер, которые обе оказались обладающими очень сильной телепатией; его последняя подружка Эмма Фрост также телепатка. Псайлок, ещё один пси-талант, однажды явно попыталась соблазнить его, хотя это могло быть из-за подсознательного влияния личности ниндзя-убийцы Реванш, в то время всё ещё находившейся в её разуме.
Он также встречался с женщинами, не являющимися мутантами. Циклоп (в то время, когда он думал, что Джин мертва) ходил на свидания с Коллин Винг и затем недолго встречался с Ли Форрестер до встречи с Мадлен Прайер.
Женившись на Мадлен Прайер, Скотт думал, что нашёл замену Джин. Со временем, однако, он осознал, что хотя Мэдди и выглядела как Джин, она не была ей духовно. Скотт потом начал эмоционально отдаляться, при этом нездорово концентрируясь на Джин. Ещё позже он оставил Мэдди и их ребёнка, услышав о возвращении Джин.
Когда Циклоп женился на Джин Грей, фанаты предположили, что он достиг счастливого конца. Однако после краткой одержимости Апокалипсисом Циклоп вернулся к Людям Икс, чувствуя, что его давняя любовь к Джин была ложью. В том же духе, как он поступил с Мадлен, Скотт начал отдаляться от Джин эмоционально и физически. Затем, используя возросшие ментальные силы Джин как оправдание, Циклоп начал посещать сеансы сексуальной терапии у Эммы Фрост, и это привело к телепатической интрижке между ними. Когда Джин узнала об этом, Скотт заявил, что они разделяли только мысли и, таким образом, он не сделал ничего плохого, вполне, впрочем, зная, что для телепата мысли могут быть столь же реальны, как и физические действия. Скотт затем на время оставил Людей Икс, чтобы разобраться в своих запутанных чувствах. Он вернулся сказать Эмме, что он сделал выбор между ней и Джин, но Джин была убита Магнитом, прежде чем выяснилось, в пользу кого.
Возможно, он выбрал бы Джин, поскольку после её смерти Циклоп, чувствуя разочарование в мечте Ксавье, оставил Людей Икс и отверг предложение Эммы вновь открыть школу. Результат привёл бы к апокалиптичному будущему. Чтобы этого избежать, воскрешённая в этом апокалиптичном будущем Джин, используя свои Силы Феникса, заставила Скотта забыть вину, которую он чувствовал в её смерти. Скотт затем принял предложение Эммы снова открыть школу вместе с ней. С тех пор они были вместе, хотя в их отношениях было много проблем, в частности в свете недавней истории Дня М (англ.  House of M), когда Эмма отдалила себя от многих людей, полностью изменив работу школы, и событий с участием возвращения КАО.

## Силы и способности
Циклоп — мутант уровня альфа, способный проецировать мощные рубиново-красные лучи разрушительной силы из глаз. Лучи черпают силу из поглощения окружающей энергии, особенно солнечного света; клетки Циклопа постоянно поглощают в большей степени солнечную и в меньшей степени любую другую энергию (этим возможно объясняется тот факт, что Скотт выживал после попадания энергетических атак, которые бы убили обычного человека) и передают её в его глаза, которые служат апертурами, проецирующими внепространственные не-эйнштейновы частицы в форме луча (в некоторых историях это означает, что его силы не работают, когда он отрезан от солнечного света). Вопреки популярному неправильному представлению, оптические лучи Скотта не проецируют тепло; скорее, луч производит давление, способное бить и затем, при желании, уничтожать объекты (хотя эта сила временами искажалась в комиксах и других форматах). Эти лучи также были показаны отражающимися или отскакивающими от определённых поверхностей, вроде очень рефлексивного металла (что также временами изображалось непоследовательно). Через это использование своей силы Скотт обеспечил выживание своё и своего брата, когда их парашют вышел из строя, смягчив землю под ними. В ранних версиях комиксов говорилось, что глаза Циклопа — это своеобразный портал в измерение, где эта энергия генерируется, однако в современных комиксах сценаристам запрещено упоминать данный источник сил Скотта.
Возможно, из-за полученной при этом неортодоксальном приземлении травмы головы, Скотт остался неспособным сознательно контролировать свои силы — его оптические лучи сейчас постоянно «включены». В темноте при желании он может «разрядиться», и лучи перестают бить на 6-8 часов. В разных историях это объясняется по-разному; согласно первоначальным изображениям в Uncanny X-Men, если Циклоп использует свои силы слишком долго, он ослабевает и истощает свой запас энергии, используя энергию Солнца для перезарядки лучей, как только закрыт его прибор видения или надеты очки. Скотт неуязвим для вредного действия своих сил — естественное псионическое поле, окружающее его тело, безопасно поглощает энергию его лучей, если они столкнутся с его телом. Следовательно, он может блокировать лучи, просто закрывая глаза, когда достаточно даже тонкого материала его век. Чтобы иметь возможность действовать в повседневной жизни, Скотт носит ряд очков, сделанных из рубинового кварца, материала, резонансного к его псионическому полю и поэтому блокирующего его лучи подобным образом. В бою Циклоп использует специальный рубино-кварцевый прибор видения (сделанный с одной длинной линзой, отсюда псевдоним Саммерса «Циклоп»), включающий регулируемые апертуры, что позволяет ему управлять размером и интенсивностью лучей. Первоначально Циклопу приходилось для желаемых выстрелов физически доставать контроллеры на самом приборе, но в более поздних моделях контроллеры были встроены в перчатки для более удобного использования. В придачу прибор имеет резервную пружинную функцию закрыть апертуры в случае потери силы, когда он открыт, чтобы Скотт мог, как минимум, безопасно видеть. Более поздние версии прибора были оборудованы разными формами полученной передовой технологии, вроде контролируемой мыслью и нейро-активируемой версий.
Максимальная сила оптических выстрелов Циклопа неизвестна, но обычно даваемое описание — то, что он может «пробивать отверстия сквозь горы». Росомаха сравнил силу Циклопа с "чёртовой ядерной бомбой в [его] голове". Во время одного боя Скотт сказал, что поразил Кейна Марко (он же Джаггернаут) с силой, достаточной, чтобы расколоть маленькую планету, хотя, возможно, он предался гиперболе. В господствующей непрерывности Вселенной Marvel также были намёки, что Циклоп использует лишь частицу энергий, находящихся в его распоряжении. Во время истории Civil War: X-Men другой мутант, контролировавший Циклопа, заставил его использовать силы на полную величину. Натравленный луч Циклопа на поглощающего энергию мутанта Бишопа был способен перегрузить силы последнего за секунды. Также было заявлено, что Циклоп не использует свои силы на таком уровне ввиду его озабоченности контролем (или недостатком такового) над своими способностями.
Во время событий серии Avengers vs. X-Men Скотт Саммерс временно владел силой Тёмного Феникса, однако поплатился за это неконтролируемым увеличением мощи своих лучей. Впоследствии он смог уничтожить сразу нескольких Стражей и нанести урон Дормамму.
Циклоп неуязвим для сил своего брата Хавока и сводного брата Адама-Икс, но уязвим для сил Вулкана, хотя, ровно как у Алекса и Адама, у Скотта имеется определённый уровень устойчивости к силам Габриэля.

## Навыки
Циклоп, похоже, обладает изумительным чувством геометрии в плане наблюдения за объектами вокруг себя и углами, находимыми между поверхностями этих объектов. Циклоп неоднократно демонстрировал способность заставлять свои оптические выстрелы рикошетировать и отражаться от таких объектов по выбранной им траектории. Это обычно называется «окружной выстрел» в отношении к этому таланту. Циклоп был замечен заставляющим лучи отразиться больше чем от дюжины поверхностей за один выстрел и всё ещё точно попасть в намеченную цель. Возможно, что он обладает чувством сверхчеловечески усиленного пространственного понимания, что также позволяет ему осуществлять эти подвиги. Так же в редких моментах его улучшенное пространственное восприятие позволяло точно предсказывать положение сверхбыстрых противников, таких как Ртуть и Полярная Звезда и успешно их поражать оптическими выстрелами.
Циклоп опытный пилот летательных аппаратов с неподвижными крыльями — навык, который он, кажется, унаследовал от отца. Также были намёки, что его тригонометрическое ощущение улучшает его способности в воздухе.
Мастер стратегии и тактики, Циклоп провёл большую часть своей карьеры супергероя как лидер либо Людей Икс, либо Икс-Фактора и выработал исключительные навыки руководства. Заметно, что, независимо от их общего к нему отношения, все Люди Икс стараются подчиняться его приказам в бою — поскольку они знают, что он обычно прав. Даже Себастьян Шоу признавал таланты Циклопа, заметив во время саги о Тёмном Фениксе, что Циклоп прирождённый лидер, опознавший слабость в обороне Клуба Адского огня и быстро её использовавший. В дальнейшем доказательство этому было видно во время основной сюжетной линии Дома М, где собравшиеся герои признали Циклопа полевым командиром, опять же без спора. Его талант руководства был также подчёркнут, когда Эмма Фрост сослалась на факт, что Чарльз Ксавьер сделал Циклопа руководителем команды только как якорь, с которым Скотт мог достичь некоторой стабильности в своей жизни. Цитируя, что Скотт не относился к типу природного лидера, как другие, вроде Капитана Америки, и что он проиграл лишённой сил Грозе за руководство над Людьми Икс (хотя это позже оказалось подсознательным деянием Королевы Гоблинов), Эмма подтвердила, что Циклоп показал себя превосходным лидером. Растя Кейбла в отдалённом будущем в течение двенадцати лет, Циклоп и Феникс под псевдонимами Слайм и Редд Дэйспринг помогли организовать сопротивление владычеству Апокалипсиса, причём Циклоп-Слайм стал одним из лидеров Клана Восстания.
Годы проведённые в тесном контакте с телепатами позволили Циклопу отточить разум до такой степени, что позволяет ему сопротивляться телепатическому вторжению, а так же утаивать определённую информацию от телепатов высокого уровня. Самым заметным проявлением данного навыка является полное подавление Циклопом частицы Мрака, проникшего в его разум.
Циклоп также имеет обширную подготовку в военном деле и безоружном бою и носит чёрные пояса по дзюдо и айкидо, так же он обладает выдающимися акробатическими навыками. Его уровень мастерства достаточен, чтобы победить шесть обычных людей с закрытыми глазами.

### Подвиги и достижения
Хотя и редко показываемая, многосторонность Циклопа в использовании своих способностей весьма поразительна. Ниже приведён список впечатляющих подвигов, достигнутых Циклопом (с номерами выпусков для проверки).
- Uncanny X-Men #124: Находясь в ловушке в Мире убийства (контролируемом злодеем Аркадой), Циклоп спас Ночного Змея, очистив комнату от атакующих роботов одним только выстрелом, который отражался от врага до врага, в итоге уничтожив в общей сложности восемь нападающих.
- Uncanny X-Men #144: Играя в пул, он использовал один точный оптический выстрел для удара по киевому шару, загнав в лузу каждый шар на столе.
- Uncanny X-Men #152: Он отразил свой выстрел от трёх поверхностей, чтобы поразить Себастьяна Шоу и толкнул его к поджидающему Колоссу. Это показывает впечатляющий уровень ума (учитывая силу Шоу поглощать кинетическую энергию), чтобы приспособить его стратегию таким образом.
- Uncanny X-Men #170: Пытаясь объяснить своё мутанство Мадлен Прайер, он подбросил монету и прострелил её центр, оставив внешнюю сторону нетронутой.
- Uncanny X-Men #175: Когда Люди Икс были загипнотизированы думать, что Циклоп — Тёмный Феникс, они попытались преследовать его. Победив Колосса, Ночного Змея и Грозу в быстрой последовательности, он помчался в Опасную Комнату. Внутри он создал пейзаж джунглей, чтобы спрятаться в нём от других Людей Икс. Они пытались его преследовать, но он перехитрил их, победив Призрачную Кошку, Росомаху, Колосса, Грозу и Шельму, всё это время страдая от сломанных рёбер.
- Uncanny X-Men vol. 1 Annual #3: Находясь в мире Полимачус, существующий без солнца, Циклоп лишился сил от отсутствия своего основного источника энергии, поэтому чтобы спасти этот мир он смог использовать для подзарядки молнию, созданную Шторм.
- X-Men (том 2) #112: Во время внедрения на Дженошу с Росомахой, он сделал выстрел, отразив его от двух углов, чтобы вывести из строя двух поджидающих врагов. Росомаха позже заметил, что тогда он впервые видел, как Циклоп «рисовался». В том же комиксе он и Росомаха оказались против нескольких вооружённых охранников. Циклоп использовал несколько маленьких выстрелов, чтобы повредить оружие каждого из врагов, прежде чем те сделали хоть выстрел. В более позднем выпуске этой истории в сражении с Магнитом он выстрелил мимо Магнита (которым только что пробил стену), попав в упавший шлем Магнита, который отскочил и ударил последнего в голову. Наконец, хотя это не было показано, Росомаха рассказал, что помнит, как Циклоп открыл замок машины, используя только свои выстрелы.
- New X-Men #137: Во время сюжета 'Бунт у Ксавье' он — один из Людей Икс, померившихся силами с Омега Бандой Квентина Квайра. Когда Красношеий бросил ему вызов, он сделал один выстрел, достаточно точный, чтобы сломать Красношеему нос, не причинив других повреждений. В последующем бою он (при делании колёса) выстрелил второй раз, сломав ногу Радиану.
- Два примера степени его силы было показано в выпусках Uncanny X-Men и Astonishing X-Men. В Uncanny X-Men #336, сражаясь со злым существом, известным как Натиск, Циклоп снял свой прибор видения, выпустив огромный выстрел, который пробил дыру в броне Натиска. Затем в Astonishing X-Men #8 при нападении на Институт Ксавье повреждённого Стража Циклоп вновь снял прибор, высвободив выстрел, отбросивший Стража через лужайку и полностью сравнявший с землёй большую часть леса перед ним. После этого Росомаха констатировал, что только что выпущенный выстрел был одной из причин, по которым Циклоп так долго являлся лидером Людей Икс.
- Civil War: X-Men. В #3 он стрелял в Епископа, перегрузив его энергией, а в #4, пытаясь пробить укреплённую дверь, заряжал его, и Железный человек оценил энергию почти в два гигаватта. Два гигаватта это эквивалент выпуска большого ядерного реактора.
- В X-Factor #68 в бою против Апокалипсиса, Циклоп, каким-то образом усиленный его женой и сыном, выпустил необычайно большой оптический выстрел, который победил Апокалипсиса. Это проявление похоже на временами демонстрируемое Циклопом при снятии прибора видения.
- В X-Factor #25, зная, что его выстрел отрикошетил бы от брони механической лошади Войны, Циклоп сам отскочил от статуи на кладбище, чтобы добраться до коня Войны, и сделал оптический выстрел прямо в рот, уничтожив лошадь и показав впечатляющую ловкость и тактическую способность.
- В X-Factor #14 Циклоп столкнулся с Форммастером, искавшим Двенадцать. Воспользовавшись тем, что поле боя находилось возле завода по очистке нефти, и провоцируя Форммастера, он заставил робота выстрелить в нефтяные цистерны, устроив взрыв, в то время как сам Циклоп использовал оптический выстрел для создания траншеи и закрылся отстреленной им одной из рук Форммастера.
- В Astonishing X-Men #23 когда он был в плену у Лорда власти Крууна, диктатор сообщил Циклопу: «Даже проклятый Колосс не может прорваться сквозь наши тюремные стены». С лёгкостью, обманом убедив Крууна, что он лишился сил, Циклоп отправил Крууна в нокаут прямым выстрелом в лицо и снёс большую часть внешней структуры тюрьмы, которую Круун нахваливал ранее. Находившийся несколькими уровнями выше Скотта Росомаха был освобождён восходящим лучом, который разбил наручники. Тот же луч он использовал как сигнал остальным Людям-X найти тюрьму — всё это будучи недавно воскрешённым и после пыток.
- В X-Men: Season One молодой Циклоп смог одним выстрелом отбросить в разные стороны несколько тонн металлолома.
- В X-Men Annual #1, во время события "Состязание Хаоса", благодаря своему стратегическому мышлению и мощи своей способности смог одержать победу над Капитаном Марвел.

## Известные родственники
Генеалогическое древо Циклопа весьма обширно, здесь указаны лишь ключевые родственники.
| Имя                   | Прозвище          | Степень родства                            | Статус                           | Дополнительно |
| --------------------- | ----------------- | ------------------------------------------ | -------------------------------- | --- |
| Предки                |                   |                                            |                                  | |
| Оскар Саммерс         | —                 | Приёмный дальный предок по отцовской линии | Мёртв                            | |
| Дэниел Саммерс        | —                 | Дальный предок по отцовской линии          | Мёртв                            | |
| Аманда Мюллер         | Чёрная Матка      | Дальный предок по отцовской линии          | Жива (местоположение неизвестно) | Одна из лидеров секретного правительственного проекта «Чёрная утроба» (ныне распущен). Проект занимался изучением мутантов и экспериментами над ними. |
| Глория Дейн           | Фонтан            | Дальный предок по отцовской линии          | Жива (местоположение неизвестно) | Дочь Чёрной Матки |
| Бабушки и дедушки     |                   |                                            |                                  | |
| Филипп Саммерс        | —                 | Дедушка                                    | Жив                              | |
| Дебора Саммерс        | —                 | Бабушка                                    | Жива                             | |
| Родители              |                   |                                            |                                  | |
| Кристофер Саммерс     | Корсар            | Отец                                       | Жив                              | |
| Кэтрин Саммерс        | —                 | Мать                                       | Мертва                           | |
| Джек Уинтерс          | Живой Алмаз       | Бывший приёмный отец                       | Мёртв                            | |
| Братья                |                   |                                            |                                  | |
| Александр Саммерс     | Хавок             | Брат                                       | Жив                              | |
| Габриэль Саммерс      | Вулкан            | Брат                                       | Жив                              | |
| Адам Нерамани         | Адам-Икс          | Единоутробный брат                         | Жив                              | |
| Жёны                  |                   |                                            |                                  | |
| Мэделин Прайор        | Королева гоблинов | Бывшая жена/клон второй жены               | Жива                             | |
| Джин Грей-Саммерс     | Чудо-девушка      | Жена                                       | Жива                             | |
| Дети                  |                   |                                            |                                  | |
| Нейтан Саммерс        | Кейбл             | Сын                                        | Жив                              | |
| Рэйчел Грей           | Аскани            | Дочь из альтернативной реальности          | Жива                             | |
| Рэйчел Саммерс        | Мать Аскани       | Дочь из альтернативной реальности          | Мертва                           | Альтернативная версия Рэйчел Грей |
| Натаниэль Грей        | Человек-Икс       | Сын из альтернативной реальности           | Жив                              | |
| Потомки               |                   |                                            |                                  | |
| Тайлер Дэйспринг      | Генезис           | Внук                                       | Мёртв                            | |
| Хоуп Саммерс          | —                 | Приёмная внучка                            | Жива                             | |
| Племянники            |                   |                                            |                                  | |
| Гейлин Бейли          | —                 | Племянница                                 | Мертва                           | Убита Ши'арским Коммандосом Смерти в их операции по искоренению генома семьи Грей.                                                                    |
| Джозеф Бейли          | —                 | Племянник                                  | Мёртв                            | Убит Ши'арским Коммандосом Смерти в их операции по искоренению генома семьи Грей.                                                                     |
| Дерри Кэмпбелл        | —                 | Племянник                                  | Мёртв                            | Убит Ши'арским Коммандосом Смерти в их операции по искоренению генома семьи Грей.                                                                     |
| Джулиан Грей          | —                 | Племянник                                  | Мёртв                            | Убит Ши'арским Коммандосом Смерти в их операции по искоренению генома семьи Грей.                                                                     |
| Бекка Уоллес          | —                 | Племянница                                 | Мертва                           | Убита Ши'арским Коммандосом Смерти в их операции по искоренению генома семьи Грей.                                                                    |
| Мэри-Маргарет Грей    | —                 | Племянница                                 | Мертва                           | Убита Ши'арским Коммандосом Смерти в их операции по искоренению генома семьи Грей.                                                                    |
| Киндра Грей           | —                 | Племянница                                 | Мертва                           | Убита Ши'арским Коммандосом Смерти в их операции по искоренению генома семьи Грей.                                                                    |
| Родственники по браку |                   |                                            |                                  | |
| Джон Грей             | —                 | Тесть                                      | Мёртв                            | Убит Ши'арским Коммандосом Смерти в их операции по искоренению генома семьи Грей.                                                                     |
| Элейн Грей            | —                 | Свекровь                                   | Мертва                           | Убита Ши'арским Коммандосом Смерти в их операции по искоренению генома семьи Грей.                                                                    |
| Каль’сии Нерамани     | Птица Смерти      | Невестка                                   | Жива                             | Жена Вулкана |
| Сара Грей-Бейли       | —                 | Невестка                                   | Мертва                           | Убита Ши'арским Коммандосом Смерти в их операции по искоренению генома семьи Грей.                                                                    |
| Джулия Грей           | —                 | Невестка                                   | Мертва                           | Убита Ши'арским Коммандосом Смерти в их операции по искоренению генома семьи Грей.                                                                    |
| Роджер Грей           | —                 | Зять                                       | Мёртв                            | Убит Ши'арским Коммандосом Смерти в их операции по искоренению генома семьи Грей.                                                                     |
| Лиам Грей             | —                 | Зять                                       | Мёртв                            | Убит Ши'арским Коммандосом Смерти в их операции по искоренению генома семьи Грей.                                                                     |
| Пол Бейли             | —                 | Зять                                       | Мёртв                            | Убит Ши'арским Коммандосом Смерти в их операции по искоренению генома семьи Грей.                                                                     |
| Алия Дэйспринг        | Дженскот          | Невестка                                   | Мертва                           | Первая жена Кейбла |
| Хоуп Саммерс          | —                 | Невестка                                   | Мертва                           | Вторая жена Кейбла в честь которой тот назвал свою приёмную дочь                                                                                      |
| Клоны                 |                   |                                            |                                  | |
| Скотт Саммерс         | Циклоп            | Клон                                       | Мёртв                            | Клон созданный Мистером Зловещим. Гибрид мутанта и нелюдя.                                                                                            |
| Нейтан Саммерс        | Страйф            | Клон сына                                  | Жив                              | |
| Гвен Уоррен           | Девушка-Паук      | Частичный клон                             | Жива                             | Создана Шакалом с помощью технологий Зловещего из ДНК Гвен Стейси, Адрианы Сории (Королевы Пауков) и Скотта Саммерса                                  |

## Другие версии

### 1602
В непрерывности минисерии Marvel 1602 Скотт известен как «Скотиус Самерисл». Он лидер оригинальных пяти Людей Икс, объединённых Карлосом Джавьером (Профессором Икс) и известных как «ведьмина порода» вместо мутантов. Его силы в Marvel 1602 идентичны его силам в нормальной непрерывности Marvel, хотя чтобы блокировать свои оптические выстрелы он носит рубиновый прибор видения, вместо рубино-кварцевого. Влюблённый в Джин Грей (маскирующуюся под мужчину по имени «Джон Грей»), он становится ревнивым к её дружбе с Вернером (Ангелом).

### Amalgam
Во вселенной Amalgam Comics Циклоп был смешан с Лучом из DC Comics, что создало Аполлона, а позже с Кайлом Райнером из DC Comics, что создало Изумрудного Глаза.

### Ultimate Marvel
Основная статья: Циклоп (Ultimate Marvel)

Ultimate Циклоп.

В Ultimate X-Men образ Скотта Саммерса довольно слабо отличается от оригинальной концепции героя. Циклоп — один из первых студентов Профессора Икс, попавшего в институт после того, как поток лучей, вызванный приступом гнева, убил отца Скотта. Довольно скоро у него возникла симпатия к другой студентке — Джин Грей, однако их отношения вскоре переросли в «любовный треугольник», после того, как в команде появился новый мутант — Росомаха. Несмотря на периодические приступы внутренней слабости, вызванные комплексами из-за издевательств сверстников в детстве (что нашло отражение в недолгом служении Братству Мутантов и нерешительности в отношениях с Джин) он является неформальным лидером команды и превосходным тактиком. Именно он становится новым главой Института для Одарённых Подростков после «смерти» Ксавье от рук Кейбла. Во время Ультиматума участвовал в штурме Цитадели и стал невольным виновником гибели Росомахи. Позднее от его руки пал Магнето. Во время пресс-конференции по итогам Ультиматума был убит Ртутью. Похоронен на месте руин особняка Ксавье.

### Век Апокалипсиса
В Веке Апокалипсиса Скотт — злодей, сражающийся против Людей Икс. Так же как и в нормальном временном потоке, Скотт и его брат Алекс были разлучены с родителями, когда их самолёт был атакован звездолётом Ши’ар. Они закончили в сиротском приюте, управляемом Злыднем, хотя в этом временном потоке оба брата были приняты им и выращены как приёмные дети. Они не знали, что их отец, Кристофер Саммерс, в конечном счёте, проложил свой путь обратно на Землю, только чтобы быть найденным Злыднем и переданным Зверю (также злодею) для медицинских опытов.
Оба Альфа-мутанты и оба носящие чин Прелата Скотт и Алекс Саммерсы господствовали над новой мутанской аристократией в Америке Апокалипсиса. Злыдень поручил братьям управлять своими загонами разведения, действовать как охрана и иногда выступать как спецотряд оперативников. Способность Скотта показывать эмоциональную сдержанность в битве заслужила ему большее расположение Злыдня, чем к Алексу, что усилило опасную вражду между братьями. Эта вражда ухудшилась, когда братья воссоединились со своим настоящим отцом, но были вынуждены убить его.
Предпочтение Злыднем Скотта Алексу также распространялось на его генетические опыты, так как с ДНК Скотта Злыдень планировал создать супер-мутанта, достаточно сильного, чтобы уничтожить Апокалипсиса. После захвата Икс-человека Джин Грей Злыдень поверил, что нашёл генетическую пару Скотта, и использовал их объединённое ДНК, чтобы произвести на свет ребёнка, Нэйта Грея.
Несмотря на изначальную веру в доктрину превосходства мутантов и даже рассматриваемый Апокалипсисом как кандидат во Всадники, Скотт имел сомнения насчёт этики, окружавшей его работу, главным образом, в плане крайностей. Это беспокойство существенно возросло, когда он встретил Джин Грей, узницу и «предательницу расы», от которой пришёл в восторг. Хотя Скотт планировал освободить её в своё время, муж Грей Оружие X вломился и освободил её сам. Скотт дал сдачи Оружию Икс, оторвав ему руку, но потеряв при этом глаз. Джин сбежала с Оружием Икс, который остался врагом Скотта.
Тем временем, Скотт всё более и более задавался вопросом об обращении с заключёнными и втайне начал освобождать их. Это не осталось незамеченным для его брата Алекса, всё ещё питавшего к нему враждебность. Алекс заново схватил Джин, чтобы использовать её против Скотта, успешно разоблачив своего брата как предателя. Хотя Джин не любила никого из братьев, она решила довериться Скотту, и они попытались вместе сбежать. По пути они встретили Нэйта Грея, их генетически созданного сына, хотя они не обращали внимания на правду о своей связи с ним. В конечном счёте, Алекс разыскал Джин и Скотта и затем убил их обоих. Как возмездие за смерть Джин Оружие Икс убил Алекса, открыв, что когда Скотт оторвал ему руку, его когти были втянуты.
Примечание: В одиночном выпуске 2005-го AoA видеоэкран в офисе Магнита, спустя месяцы после событий X-Men: Omega показал статус десяти, казалось, случайно выбранных мутантов. В то время как Джин Грей (позже воскрешённая) и Хавок были помечены как мёртвые, Скотт был помечен как заключённый. Причиной этого была редакторская ошибка в «Людях Икс: Омега», поскольку предполагалось, что Скотт был застрелен Алексом. Далее было подтверждено, что на странице, где Скотт «умирает», есть звуковой эффект «блам» пистолетного выстрела. Вместо этого он был, предположительно, убит плазменным выстрелом Хавока, что невозможно, поскольку оба брата генетически неуязвимы для сил друг друга.

### Home M
Во время Дня М, где величайшие желания основных вовлечённых героев исполнились, Скотт был женат на Эмме Фрост и был пилотом авиалиний «Мутэйр».

### Люди Икс Профессора Р
В этом временном потоке довольно трагическое событие превратило Циклопа в озлобленного человека. В какой-то момент, через несколько лет в будущем, Король Теней взял Росомаху под контроль и заставил убить профессора Ксавье. За это Циклоп никогда его не простил, и когда вскоре после этого Джин Грей была убита, он в ярости оставил команду. Втайне Циклоп собрал вокруг себя новое Братство и однажды вернулся, желая мести. При нападении Братства на особняк Ксавье Циклоп чуть не убил Росомаху, который не сопротивлялся вовсе. Дочь Попрыгуна Ноктюрн закончила бой, захватив своего соратника Армагеддона и использовав его телекинетические силы, чтобы вонзить когти Логана в грудь Циклопа. Она сделала это с такой точностью, чтобы Скотт был остановлен, но не убит.

### Люди Икс: Сказки
Циклоп появлялся как основной персонаж в первой и третьей коротких постановках состоящей из четырёх частей мини-серии X-Men: Fairy Tales.
- Выпуск 1

Этот выпуск основан на японской сказке о Момотаро, только с Циклопом в роли мальчика, рождённого из персика. Его имя Хитоум, что может означать «один глаз» на японском. Однако его оптические выстрелы испускаются только из одного его глаза и останавливаются косточкой от персика, из которого он родился.
До достижения возраста, в котором в оригинальных комиксах он присоединился к Людям Икс, он жил с пожилой парой, нашедшей большой персик, работая дровосеком, используя чтобы валить деревья свои выстрелы, вместо топора.
Когда старый монах (Профессор Икс) появился в лесу, преследуемый грабителями, Хитоум пришёл ему на помощь. Старый монах рассказал историю о том, как он собирает группу особенных людей, вроде Хитоума, чтобы спасти дочь Императора (Джин Грей) от группы демонов (Братство мутантов: Магнита, Алой Ведьмы, Меркурия и Жабы).
По пути Хитоум и монах собрали команду товарищей, некоторых хитростью Хитоума, других его предложением дружбы.
- Выпуск 3

В историю этого выпуска входят элементы из Белоснежки и историй, включающих ведьм.
Скотт — бедный слепой портной, который обнаружил прекрасную рыжеволосую женщину (Джин Грей), спящую в стеклянном гробу в лесу. Он пробудил её поцелуем и привёл обратно в деревню. Логан, местный мясник, в жёсткой форме предупредил его, что женщина больше, чем кажется, и что теперь, проснувшись, она представляет собой угрозу.

### Marvel Zombies
Циклоп появлялся в своей оригинальной форме, как один из персонажей во вселенной Marvel-Зомби, сражаясь против ставших зомби Альфа Полёта вместе с другими Людьми Икс в Особняке Икс во время Marvel Zombies: Dead Days. Однако, как и многие его товарищи, Циклоп заразился зомби-вирусом и стал таким сам. В начале Marvel Zombies #1, когда Магнито сражался с зомби-супергероями, запустив в них осколки стали, Циклоп попал под перекрёстный огонь, и был убит.

### Marvel-Нуар
Циклоп появлялся в X-Men Noir как лидер Людей Икс, команды талантливых преступников. У него была интрижка с покойной Джин Грей. Он не обладает силами, но владеет револьвером, и один его глаз выцарапан, якобы, Логаном, который был другим любовником Джин.

### МетамилицияDC Comics
В пастише последствий Гражданской войны Одноглазый, альтернативный вариант Циклопа, появляется в серии Countdown to Final Crisis от DC Comics и её привязке Lord Havok and the Extremists. Бывший ученик Доктора Живучего (пастиш Магнита и Профессора Икс) и лидер его Людей-Зен (пастиш самих Людей Икс), он вступил в армию Метамилиции, когда Америкоммандо стал президентом США и ввёл Акт о Металюдях. Почти также, как события разворачивались во время Гражданской войны Marvel, прорегистрационным героям удалось подавить антирегистрационных, но если во Вселенной Marvel Циклоп и Люди Икс сохраняли нейтралитет и так избежали конфликта, Зен-Людей на альтернативной Земле Ангора осадила Метамилиция, боявшаяся их явной силы, а когда Доктор Живучий заверил Америкоммандо в их нейтральности Зен-Людей просто отправили в концлагерь с вживлёнными в ладони чипами-подавителями. Там Одноглазый присоединился к Метамилиции, из страха и чтобы избежать заключения, пока не стал свидетелем попытки изнасилования Серебряной Волшебницы (пастиш Алой Ведьмы) и убийства её брата Джека Б. Быстрого (Меркурий). Тогда Одноглазый повредил чип Доктора Живучего и начал восстание Людей-Зен.

### Мутант Икс
В реальности «Мутант Икс» история Циклопа отклонилась в намного более ранний момент. В этом временном потоке Ши’ар похитили не только родителей Саммерсов, но и Скотта. В то время как на Земле это Хавок был обнаружен Чарльзом Ксавье и в итоге вырос в лидера Людей Икс, Скотт, вероятно, вкалывал как раб в шахтах Ши’ар. В конечном счёте он сбежал и присоединился к Звёздным Рейдерам. Среди группы он также нашёл возлюбленную в Кэрол Дэнверс. В отличие от своего задумчивого двойника из основной вселенной, этот вариант Скотта Саммерса был беспечным космическим пиратом. Наконец, одно из приключений привело Звёздных Рейдеров на Землю, где он ненадолго воссоединился с младшим братом после почти 20-летней разлуки.

### Тень Икс
Новый Экскалибур сражался со злым двойником Циклопа, членом Тени Икс — Людей Икс из альтернативной реальности, в которой Профессор Икс был охвачен Королём теней. Они были приведены на Землю-616 в результате Дня М. Он позже был обезглавлен Мудрой.

### What if?…
В «What If Mister Sinister formed the X-Men» (Что если бы Мистер Злыдень сформировал Людей Икс) и Циклопа, и Хавока вырастил Злыдень, сформировавший команду, состоявшую из Циклопа, Хавока, Саурона, Саблезубого и Мадлен Прайер (одержимой Злобой). Считая команду героями, Циклоп, в конечном итоге, вступил в конфликт с Людьми-X, когда его и лидера другой команды, Чудо-Девушку, сразу потянуло друг к другу. Почувствовав, что он вот-вот потеряет Скотта, Злыдень сфальсифицировал свою смерть от рук Братства Злых Мутантов и «умирая» попросил Циклопа продолжать бороться за мечту Злыдня. Скотт уважил последнее желание того, кто заменил ему отца, и отверг любовь Джин, но они с Хавоком присоединились к Людям Икс профессора Ксавье, чтобы тайно подрывать их изнутри.

## Вне комиксов

### Телевидение
- Впервые Циклоп появился на телеэкранах в мультсериале «Супергерои Marvel» 1966 года, в эпизоде Подводника с оригинальным составом Людей Икс (Ангел, Зверь, Человек-Лёд и Джин Грей).[32]
- Циклоп появлялся в нескольких эпизодах мультсериала «Человек-паук и его удивительные друзья» (Человек-Паук и его изумительные друзья). Это были «Происхождение Человека-льда», «Рождение Огненной Звезды», «Образование супергероя» и «Приключение с Людьми Икс». Джордж Дикензо озвучил Циклопа в «Приключении Людей Икс», а Нейл Росс — в «Рождении Огненной Звезды».
- Циклоп появился в мультипликационной пилотной серии «Прайд из Людей Икс». Его озвучил Майкл Белл.
- В мультсериале «Люди Икс» Циклопа озвучил Норм Спенсер. В этой версии Циклоп был признанным лидером команды и состоял в романтических отношениях с Джин Грей с начала сериала. Здесь его оптические лучи начали проявляться ещё в детстве, что выливалось в разнесённые на куски игрушки и разгромленные квартиры приёмных родителей. Его друзьями детства были девочка по имени Сара и член персонала доктор Прескотт. В процессе сериала Скотт обнаружил, что его отец был космическим пиратом Корсаром. Во время боя с правительственной командой Икс-Фактор Скотту пришлось сражаться со своим братом Алексом, он же Хавок. Они оба, похоже, не знали, что являются братьями (хотя Циклоп помнил, что у него есть брат), и их силы, по-видимому, не действовали друг на друга. На момент окончания мультсериала Скотту и Алексу так и не представилось шанса узнать о своём родстве. Однако во фрагментах будущего можно видеть, что братья сражаются рука об руку за права мутантов. Это даёт возможность предположить, что немного позднее они всё-таки смогли объясниться друг с другом.
- Он также появился в мультсериале «Человек-паук» 1990-х в четвёртом и пятом эпизодах 2-го сезона вместе с остальными Людьми Икс, когда Человек-паук искал помощи Профессора Икс в лечении своего нынешнего мутационного кризиса.
- В более позднем мультсериале Люди Икс: Эволюция Циклопа озвучил Кирби Морроу. Здесь Скотт Саммерс — полевой руководитель Людей Икс. В отличие от варианта себя из основной вселенной, этот Скотт — достаточно самоуверенный лидер, с гораздо более экстравертной личностью; все его соратники смотрят на него с уважением, особенно учитывая, что он был оригинальным новобранцем Ксавье; Шельма даже кажется влюблённой в него без памяти. В этой версии отношения с Джин Грей у них типично гормонально-подростковые. Несмотря на очевидные симпатию и влечение, молодые люди три сезона не могут разобраться в своих отношениях, да ещё и пытаются крутить интрижки на стороне. Позже они признались в своих чувствах, после того как Скотт был отделён от Людей Икс, потерял очки и был найден Джин во время боя с Мистик.
- В мультсериале Росомаха и Люди Икс, премьера которого состоялась в 2008 году, Циклоп (озвученный Ноланом Нортом) тоже был лидером Людей Икс. Однако после исчезновения Джин Грей в таинственном взрыве, он впал в депрессию и потерял волю к жизни. Поэтому, когда Росомаха пришёл к нему с уговорами вернуться в команду, Скотт в ответ снёс его оптическим лучом через стену комнаты в мотеле, где теперь жил. Однако, когда с приходом в команду Эммы Фрост появилась возможность отыскать пропавшего Профессора Икс (а вместе с ним и Джин), Циклоп всё же вернулся. Они с Росомахой словно поменялись ролями — в то время как Логан стал лидером, Циклоп отныне действовал в амплуа «крутого одиночки». В 12-й серии Скотт, считая, что Джин Грей находится в плену у Злыдня, в одиночку перебил всех Мародёров (слуг Злыдня). После того, как остальные Люди Икс выручили его из устроенной Злыднем западни, он стал более приветливым, поняв, что нельзя жить прошлым. Тем не менее, он по-прежнему был немного неразговорчив и замкнут.
- Циклоп, озвученный Карлосом Алазраки, появляется в серии «Таинственный погром в Академии мутантов» сериала «Отряд супергероев».
- Циклоп появлялся в анимированном комиксе «Чёрная пантера», где его снова озвучил Нолан Норт.
- Циклоп появлялся в Marvel Anime, где его озвучил Тосиюки Морикава. В сериале про Росомаху Циклоп появляется (в конце 5-й серии и в начале 6-й) как пилот Чёрного дрозда чтобы отвезти Логана и Юкио на Мадрипур. В сериале про Людей Икс Циклоп является одним из главных героев. Изначально он страдает в связи с утратой Джин Грей, но затем возвращается к Людям Икс чтобы отправиться в Японию и спасти девушку-мутанта Хисако Ичики, названную позже Бронёй.
- В мультсериале Мстители: Могучие герои Земли фотографию Циклопа можно заметить среди фотографий других героев и злодеев вселенной Marvel, висящих на доске у Ника Фьюри, когда тот размышлял о том, кого из персонажей похитили и заменили Скруллы.
- Появился в начале аниме-сериала «Мстители: Дисковые войны».
- Циклоп является одной из центральных фигур в мультсериале «Люди Икс ’97», который продолжает события мультсериала 1992-го года. Циклопа озвучивает Рэй Чейз.

### Фильмы

Джеймс Марсден в роли Циклопа, промофото фильма «Люди Икс: Последняя битва».

В художественном фильме «Люди Икс» (2000) и его продолжениях «Люди Икс 2» (2003), «Люди Икс: Последняя битва» (2006) и «Люди Икс: Дни минувшего будущего» (2014) Циклоп был сыгран Джеймсом Марсденом. Хотя и важная фигура, и лидер в фильмах, его роль была сильно заслонена в пользу Росомахи, особенно в продолжениях. В «Люди Икс: Начало. Росомаха» его сыграл Тим Пакок.
Тай Шеридан сыграл его в фильмах «Люди Икс: Апокалипсис», «Дэдпул 2» и «Люди Икс: Тёмный Феникс».

#### Люди Икс
В первом фильме Циклоп — лидер Людей Икс, учитель в школе и давно состоит в отношениях с Джин Грей. Хотя у него было много мелких споров с Логаном, главным образом из-за их конкуренции за любовь Джин, но, тем не менее, он фактически взял ответственность на себя, после того как Профессор Икс оказался в коме из-за саботажа Церебро, скоординировав план по предотвращению попытки Магнито превратить мировых лидеров в мутантов устройством на Статуе Свободы и показав достаточную меткость, чтобы поразить Магнито во время боя между тем и Росомахой, несмотря на искажение вызванное машиной Магнито.

#### Люди Икс 2
В начале X2 Джин говорит Скотту, что у неё плохое предчувствие, но он отвечает, что не позволит, чтобы с ней что-то случилось. Циклоп сопровождает Профессора X к Магнито, который сидит в пластиковой тюрьме. Пока он ждёт Профессора, на него нападают Леди Смертельный Удар и охранники. Циклоп схвачен вместе с Профессором Икс. «Промыв ему мозги», Уильям Страйкер отправляет Циклопа ждать Людей Икс, готовый заманить их в засаду. Сражение между Циклопом и Джин, прежде чем она смогла разрушить воздействие на мозг, повредило дамбу, под которой они сражались, настроив конец фильма, где Джин, казалось, пожертвовала своей жизнью, чтобы не дать воде уничтожить «Чёрного Дрозда».

#### Люди Икс: Последняя битва
Циклоп очень мало появлялся на экране в фильме «Люди Икс: Последняя битва», поскольку Марсден снимался в «Возвращении Супермена». Примерно через 30 минут после начала фильма, после проведения нескольких месяцев, оплакивая Джин Грей и пытаясь справиться со своим горем, он встречает воскресшую Джин Грей на озере Алкали. Не имея полного контроля над Фениксом, она, по-видимому, убивает его за кадром во время их поцелуя; его тело не было найдено, но видно, как его очки плавают по воздуху, когда Росомаха и Гроза прибывают разобраться, а позже его могила видна рядом с могилами Джин и Профессора.

#### Люди Икс: Начало. Росомаха
Здесь Скотт появляется в нескольких эпизодах и играет ключевую роль. Вначале он учится в обычной школе и уже носит свои первые очки. Когда за ним приходит Саблезубый, он их теряет и в результате частично разрушает здание. Виктор относит его на Остров, где ему надевают новые очки, в которых он, однако, ничего не видит (глаза закрыты тканью). Когда Логан и Кайла Сильверфокс спасают всех похищенных мутантов, Скотт с помощью Эммы Фрост уничтожает солдат, а затем спасает всех под телепатическим наставлением Профессора Икс. Лучи Скотта в этой версии показаны генерирующими не только силовое давление, но и тепло.

#### Люди Икс: Первый Класс
В фильме во время первого использования Церебро Чарльзом Ксавье был показан похожий на Циклопа мальчик в тёмных очках, играющий в бейсбол.

#### Люди Икс: Дни минувшего будущего
Циклоп в исполнении Джеймса Марсдена появляется в коротком камео вместе с Джин Грей в самом конце фильма, в новом будущем.

#### Люди Икс: Апокалипсис
Циклоп появился в фильме «Люди Икс: Апокалипсис» в исполнении нового актёра. Роль молодого Циклопа исполнил Тай Шеридан. По сюжету, сидя в школе на уроке у Скотта проявляется его удивительная мутация — он выпускает лазерные лучи из глаз, что приводит к разрушениям в помещении. Старший брат Скотта, Алекс, привозит его в институт Ксавьера, где демонстрирует свои силы профессору, Хэнку Маккою и Алексу. Чарльз с радостью его принимает. После похищения Ксавьера, Алекс вызывает мощнейший взрыв и погибает. Скотт тяжело переносит смерть брата и хочет отомстить. Зверь изобрёл для него специальные очки, сдерживающие лучи. В конце, участвует в битве против Апокалипсиса и после сражения становится членом команды Икс первого поколения вместе с Ночным Змеем, Питером Максимофф, Штормом и Фениксом.

#### Дэдпул 2
Циклоп в исполнении Тая Шеридана появился мельком в фильме «Дэдпул 2».

#### Люди Икс: Тёмный Феникс
Тай Шеридан вновь появился в роли Циклопа в фильме «Люди Икс: Тёмный Феникс». Когда Джин Грей получила способности Тёмного Феникса, встал на сторону тех, кто пытался ей помочь.

#### Мстители: Судный день
Подтвеждено появление Циклопа в грядущем фильме «Мстители: Судный день» в рамках Кинематографической вселенной Marvel. Роль вновь исполнит Джеймс Марсден.

### Реакция зрителей
Многие фанаты Циклопа были в целом разочарованы тем, как был изображён персонаж, и, согласно статье IGN.com о Людях X в фильме, «Циклоп был плохо понят, плохо написан, плохо снят и вообще не удался в этих сериях. Да, он лидер команды, этого у них не отнять, но в нём есть настолько больше, чем это. Многие авторы комиксов тоже изображают его неважно, так что нас не удивляет, что Скоттом Саммерсом пренебрегли в первых двух фильмах и затем быстро убили его в третьем. Мы понимаем, почему сценаристы в X3 чувствовали необходимым убить Скотта — его смерть развила угрозу Феникса — но даже эта эмоциональная нота после свершения не была разработана. Это правда позор. Циклоп, который был нам нужен, был, в основном, силой в себе. Он спокойный и сдержанный, но фактически молот, который Чарльз Ксавье использует для исполнения своей воли.»

### Видеоигры
Capcom:
- Циклоп играбельный персонаж в игре 1998 года Marvel vs. Capcom: Clash of Super Heroes
- Циклоп играбельный персонаж в игре 2000 года Marvel vs. Capcom 2: New Age of Heroes
- Циклоп появился в игре 1994 года X-Men: Children of the Atom
- Циклоп появился в игре 1995 года X-Men: Mutant Apocalypse
- Циклоп играбельный персонаж в игре 1996 года X-Men vs. Street Fighter
- Циклоп играбельный персонаж в игре 1997 года Marvel Super Heroes vs. Street Fighter

LJN:
- Циклоп играбельный персонаж в игре 1989 года The Uncanny X-Men
- Циклоп играбельный персонаж в игре 1992 года Spider-Man and the X-Men in Arcade’s Revenge

Konami:
- Циклоп играбельный персонаж в игре 1992 года X-Men Arcade Game

Marvel: Ultimate Alliance:
- Циклоп появился в игре 2006 года Marvel: Ultimate Alliance, где его вновь озвучил Робин Аткин Даунс. Сперва он появляется в кино-детализации неудачной попытки Людей Икс, Колосса и Халка предотвратить завоевание Земли Доктором Думом. Позже он появляется в замке Дума, будучи превращённым в Тёмного Циклопа, злой вариант себя, который сражается с героями. Циклоп — один из играемых героев, доступных исключительно для версии игры Xbox 360 с пакетом расширения «Marvel: Ultimate Heroes and Villains». Он сильнее, чем был в играх X-Men Legends и имеет много разных сил оптических выстрелов. Если Циклоп в вашей команде в Замке Дума на последнем уровне, у него происходит разговор с собой, который объясняет, что Тёмный Циклоп — это клон, созданный Доктором Думом.[33] У него также есть специальный диалог с Джин Грей и Тёмным Колоссом.
- Циклоп появился в игре 2009 года Marvel: Ultimate Alliance 2, был озвучен Заком Хэнксом.
- Циклоп является играбельным персонажем в игре 2019 года Marvel Ultimate Alliance 3: The Black Order, его озвучил Скотт Портер.

Nintendo
- Циклоп появился в игре 2000 года X-Men: Mutant Wars
- Циклоп появился в игре 2001 года X-Men: Reign of Apocalypse
- Циклоп появился в игре 1989 года X-Men: Madness in Murderworld
- Циклоп играбельный персонаж в игре 1990 года X-Men II: The Fall of the Mutants

Sega:
- Циклоп появился в игре 1993 года X-Men
- Циклоп играбельный персонаж в игре 1994 года X-Men 2: Clone Wars
- Циклоп появился в игре 1995 года X-Men: Gamesmaster’s Legacy
- Циклоп появился в игре 1996 года X-Men 3: Mojo World

X-Men Legends:
- Циклоп играбельный персонаж в игре 2004 года X-Men Legends, озвучен Робином Аткин Даунсом, также озвучившим Керосина)
- Циклоп играбельный персонаж в игре 2005 года X-Men Legends II: Rise of Apocalypse, озвучен Джошем Китоном

X-Men: Mutant Academy:
- Циклоп играбельный персонаж в игре 2000 года X-Men: Mutant Academy
- Циклоп играбельный персонаж в игре 2001 года X-Men: Mutant Academy 2
- Циклоп играбельный персонаж в игре 2002 года X-Men: Next Dimension

Другие:
- Циклоп играбельный персонаж в игре Marvel Super Hero Squad Online
- Циклоп играбельный персонаж в игре Marvel Ultimate Heroes, озвучен Скоттом Макдональдом
- Циклоп играбельный персонаж в игре для Facebook Marvel: Avengers Alliance
- Циклоп играбельный персонаж в игре 2013 года Marvel Heroes, озвучен Скоттом Портером
- Циклоп играбельный персонаж в игре 2013 года Lego Marvel Super Heroes
- Циклоп играбельный персонаж в мобильной игре Marvel: Contest of Champions
- Циклоп играбельный персонаж в мобильной игре Marvel Future Fight

### Отсылки на персонажа
- В мультсериале «Маска», в серии «Ужасная парочка» Маска на минуту превращается в Циклопа, чтобы напугать Человека-рыбу.
- В мультсериале Симсала Гримм в серии «Шестеро слуг» присутствует персонаж, наделённый способностью Циклопа, но отличающийся от него белым цветом пускаемых лучей.

## Критика и отзывы
В 2006-м сайт IGN назвали Циклопа № 1 в их списке «25 лучших Людей-Икс за прошедшие сорок лет»,
В 2011 поставил на 39 место в списке 100 лучших героев комиксов по версии IGN .